# Pierre Eriksson
Pierre Eriksson, född 1974, är en svensk dragspelare, pianist och kompositör/arrangör från Lerum. Han har gjort flera soloskivor som dragspelare. Han har bland annat vunnit Svenska mästerskapen i dragspel tre gånger i rad. Han blev vald 1996 till årets dragspelare, efter en omröstning av alla medlemmar i Sveriges Dragspelares Riksförbund.
Han har medverkat i en mängd radio- och TV-program både som solist och ackompanjatör, bland andra Bingolotto, Allsång på skansen, Nyhetsmorgon, Vi i femman, Café Norrköping, Sommarbingo och P4 Live.
Pierre skriver och arrangerar också musik, en del av dessa melodier är till exempel inspelade på soloskivan Wonderful (IMOGENA).
Pierre har också arbetat som instrumental och ensemblelärare i Dragspel/Accordeon på Hvitfeldtska gymnasiets musiklinje i Göteborg.